# Mont Gelé (3023)
O Mont Gelé é uma montanha localizada nos Alpes Valaisanos, no cruzamento dos municípios de Bagnes, Riddes e Nendaz.

## Geografia
O Mont Gelé fica numa cordilheira de norte a sul que separa o vale de Nendaz a leste do vale de Faraz a oeste. É o último cume a sul desta cordilheira, onde também encontramos o Mont Gond e o Dent de Nendaz.

## Actividades
No inverno, o cume do Mont Gelé pode ser alcançado a partir de Verbier (ou Siviez / Nendaz ) de teleférico. Também é possível descer o Mont Gelé em esquis, seguindo duas rotas de alta montanha, oficiais, mas fora de pista, reservadas a bons esquiadores.